# Кастрореджо
Кастрорѐджо (на италиански: Castroregio, на арбърешки: Kastërnexhi, Кастърнеджи, на местен диалект: Castruriùgiu, Каструриуджу) е село и община в Южна Италия, провинция Козенца, регион Калабрия. Разположено е на 819 m надморска височина. Населението на общината е 347 души (към 2011 г.).
 В това село живее албанско общество, наречено арбъреши. Те са се заселили в този район между XV и XVIII век като бежанци от османското владичество. Село Кастрореджо е част от етнографическия район Арберия.